# Gegants de Sant Just Desvern
Els Gegants de Sant Just Desvern són dues parelles de gegants de Sant Just Desvern, municipi del Baix Llobregat. Se n'encarrega de fer-los ballar la Colla de Geganters de Sant Just Desvern.
La primera parella que va arribar al municipi, l'any 1954 o 1948 van ser els actuals Gegants Vells de Sant Just Desvern, Pastor i Justa, una parella de gegants reis construïts per Domènec Umbert i Vilaseró, aleshores col·laborador del taller i botiga El Ingenio de Barcelona. La parella reial té una alçada de 3,60 m i 38 kg de pes ell i una alçada de 3,55 m i 37 kg de pes ella. Van estrenar-se per Corpus, el 5 de juny de 1954. L'any 1955 va arribar la geganteta Montserrat, amb una alçada de 2,10 m i 21 kg de pes, comprada també a El Ingenio de Barcelona.
Posteriorment, l'any 1988, coincidint amb la celebració del mil·lenari de Sant Just Desvern, van arribar els Gegants Nous, Gentil i Flor de Neu, obra del solsoní Manel Casserres i Boix. Representen un cavaller i una dama, dos personatges extrets de l'obra de mossèn Jacint Verdaguer, Canigó. Gentil és el fill del Comte Tallaferro i mentre està en missió de parar l'atac dels musulmans coneix Flordeneu, la reina de les fades, la qual el sedueix. En Gentil té una alçada de 3,90 m i un pes de 60 kg i la Flor de Neu té una alçada de 3,70 m i un pes de 31 kg. Des de 1990 existeix el Ball de Gegants de Sant Just Desvern i des de 1991 els gegants de Sant Just Desvern resten en exposició permanent a la capella de la Masia de Can Ginestar, cedida per l'ajuntament. El fons de l'associació que els gestiona ha sigut catalogat pel Centre d'Estudis Santjustencs.